# Hit Mania Dance Champions 1999
Hit Mania Dance Champions 1999 è una raccolta di 22 successi da ballare pubblicata su CD e MC durante la primavera del 1999.
Fa parte della collana Hit Mania ed è la prima della serie "Champions".
È mixata dal DJ Mauro Miclini.
La copertina è stata progettata da Gorial.

## Tracce
1. Cartoons – Doo Dah – 3:20
2. Ann Lee – 2 Times – 3:38
3. Supercar – Tonite – 3:25
4. Gigi D'Agostino – Bla Bla Bla – 3:24
5. Gayà – Shine On Me – 3:20
6. ATB – 9 PM (Till I Come) – 2:27
7. Armand Van Helden – You Don't Know Me (feat. Duane Harden) – 3:00
8. Sm-Trax – Got The Groove – 3:28
9. Vengaboys – Boom, Boom, Boom, Boom!!! – 3:25
10. System F – Out Of The Blue – 2:51
11. SuperB – Amore Disperato (Luca Mensi Remix) – 3:01
12. Touch and Go – Would You...? – 3:03
13. Lory Lee – Baby One More Time – 3:41
14. Datura – I Love To Dance (feat. Ben) – 3:24
15. Ouriel Clark – Shake Your Bum – 3:25
16. Skyland – A Sign – 3:14
17. Bibi Schön – Freedom – 3:16
18. Mario Più – Runaway (feat. More) – 3:51
19. Da Bros – What Is Music (Ba-Ba-Ba) – 3:06
20. Cervin Fisher – (You Got Me) Burning Up (feat. Loleatta Holloway) – 2:16
21. Loucura – Hola Hola Carnaval – 2:12
22. Alex Britti – Gelido (Alex Voghi & Filippo Sir Remix) – 3:55